# Abisara schedeli
Abisara schedeli är en fjärilsart som beskrevs av Hans Fruhstorfer 1904. Abisara schedeli ingår i släktet Abisara och familjen Riodinidae. Inga underarter finns listade i Catalogue of Life.